# 四川景教
敘利亞基督教的派系之一東方教會，入唐後被稱為景教，是最早傳入今四川省的基督教派系。據大秦景教流行中國碑所載，東方教會傳教士阿羅本於公元635年到達長安。唐太宗下令在義寧坊造大秦寺一所，也就是景教寺院。此後，景教在唐朝順利發展了150年，一度有「法流十道，國富元休；寺滿百城，家殷景福」的盛況。當時景教已流傳至今成都市一帶，在峨嵋山也發現兩處景教修道院遺址。美北浸禮會差會傳教士兼考古學家葛維漢在《西南民間信仰》一書中提到13世紀時，馬可·波羅發現在元朝四川和雲南還建有景教寺院。

## 蜀地景教遺痕

### 珍珠樓
南宋隨筆集《能改齋漫錄》記載，古蜀國開明王朝君主曾造七寶樓，以珍珠結成簾。漢武帝時七寶樓毀於蜀郡大火，至唐朝便有胡人傳教士在樓基遺址上修建大秦寺，其門樓十間，如同當年的蜀國君主，胡人教士也以珍珠翠碧貫之為簾。因此後人也稱該寺作「珍珠樓」。另明代曹學佺所著《蜀中廣記》卷二載：「眞珠樓基在石筍街，一說有大秦胡於其地起寺，門樓十間，皆飾以眞珠，翠碧貫之如簾，寺即大秦寺也。」該處提及的石筍街得名於古時成都西門外的兩塊巨型立石，據常璩《華陽國志·蜀志》的記載，巨石是古蜀帝王的墓志：「蜀有五丁力士，能移山，擧萬鈞。每王薨，輙立大石，長三丈，重千鈞，為墓志。今石筍是也，號曰筍里。」
杜甫有詩《石筍行》：「君不見益州城西門，陌上石筍雙高蹲。古來相傳是海眼，苔蘚蝕盡波濤痕。雨多往往得瑟瑟，此事恍惚難明論。恐是昔時卿相墓，立石為表今仍存。」從摘錄的最後兩句可知，他並未意識到這是一座大秦寺的遺址。《集千家註杜工部詩集》卷七引蔡夢弼記述這座大秦寺「後摧毀墜地，唯故基在，每有大雨，其前後人多得眞珠瑟瑟金翠異物等。按瑟瑟，乃碧珠也」。又趙清獻《蜀郡故事》：「今謂石筍，非為樓設，而樓之建，適當石筍附近耳。蓋大秦國多璆琳、琅玕、明珠、夜光璧。水道通益州永昌郡，多出異物，則此寺大秦國人所建也。」杜甫留蜀是在唐肅宗、代宗時期，他作《石筍行》時珍珠樓已「摧毀墜地」，據此推測成都大秦寺的興建至遲不晚於玄宗時期（712－756）。

### 漢州景教考

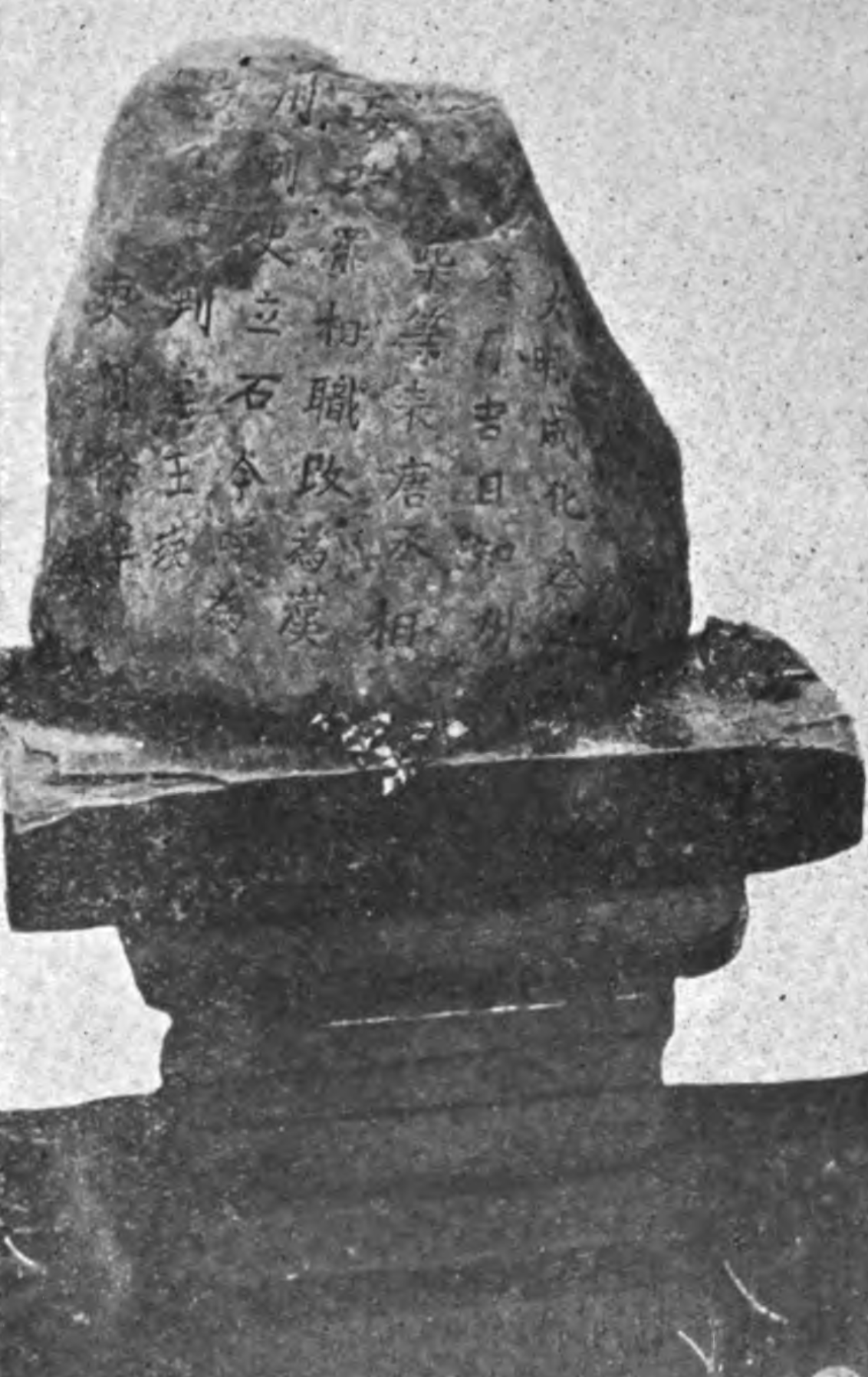
房公石舊照

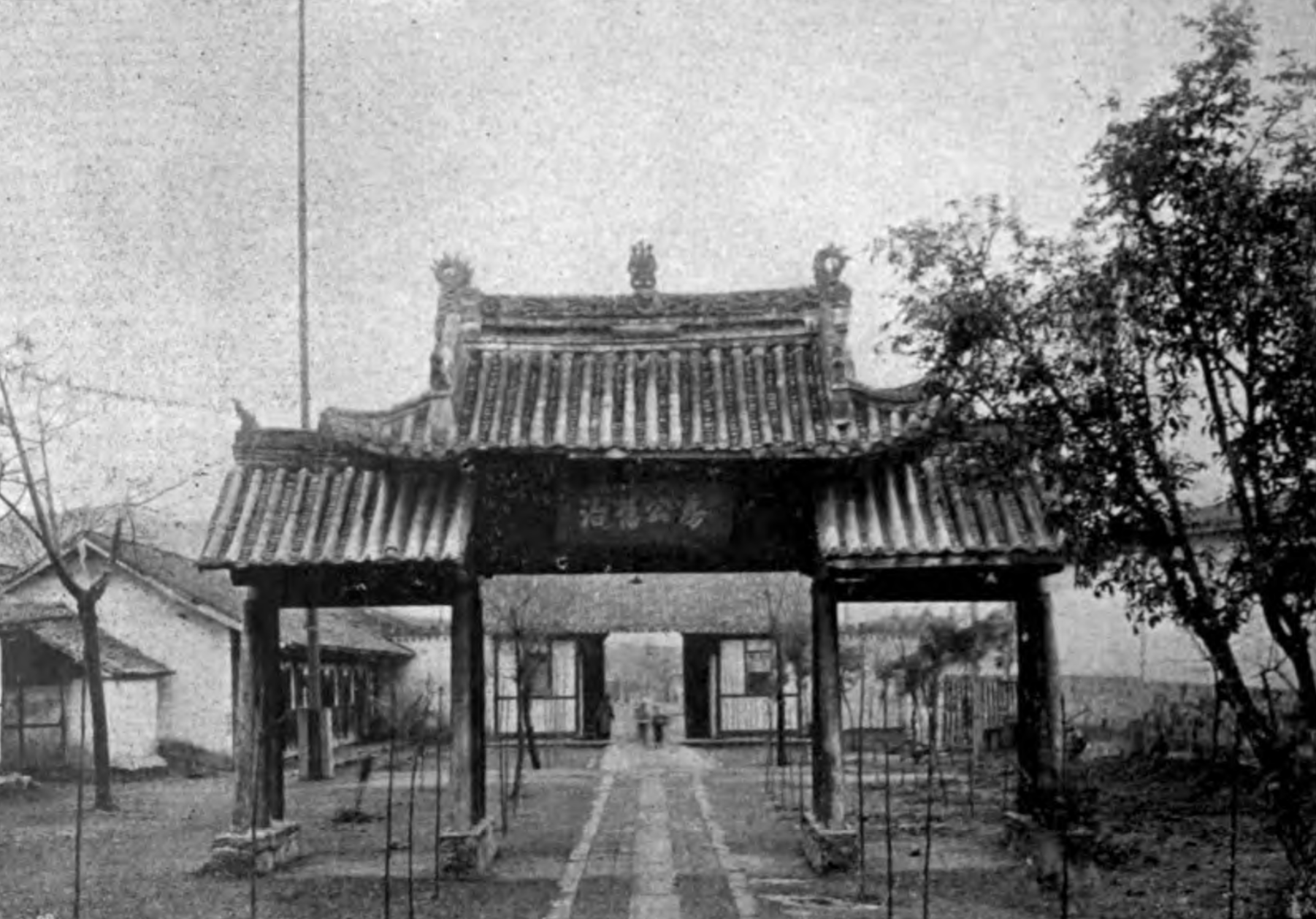
漢州衙門內的房琯紀念碑舊照

英國聖公會差會傳教士董宜篤於1930年代初對漢州（今廣漢市）地區的景教遺存進行了調查，探知在當地南門外望鄉臺處曾有一塊景教碑，但在當年修漢趙馬路的時候，被所謂利用廢物，雇石匠折成數塊，把字也剷平，用作修橋舖路，所以他並未見到實物。這塊碑與盛唐時期漢州刺史房琯有關，據當地目擊者稱，他的名字便刻在碑上。因琯係景教徒，並為當地留下了獨特的景教傳統。望鄉臺更早的名字就叫景福院。按當地的傳統說法，房琯信仰虔誠。他在衙門內設祭壇，壇上置石，每日都會跪在此石上敬禮欽崇獨一之神。這塊石頭後來被稱為「房公石」。在他的治理下，漢州成為蜀地典範，直至董宜篤的時代，漢州人依然對房琯敬愛有加。他在衙門內所設祭壇，在他過世後數百年間成為當地人敬奉的對象，具朝聖地意味。

### 成都景教醫師
晚唐文學家李德裕（別號李衛公）在《全唐文》中提到有一名在成都地區行醫的治眼師，一說視光師，是來自大秦的景教僧侶。《李衛公文集》卷十二記載，唐文宗太和三年（829），南詔國（今雲南省）權臣王嵯顚「率兵攻蜀，大掠而還」。次年，成都尹李德裕「差官於蠻，經歷州縣，一一勘尋，皆得來名，俱在案牘」，統計結果是，「蠻共掠九千人，成都郭下成都、華陽兩縣只有八千人，其中一人是子女錦錦、雜劇丈夫兩人、醫眼大秦僧一人，餘並是尋常百姓，並非工巧」。南詔將所俘工匠中「醫眼大秦僧一人」特別列出，並說明其非「尋常百姓」，其所獨擅之「工巧」是治眼醫術。可見精於醫道並擅治眼疾，應是景教徒團體的專長之一。清華大學歷史系教授張緒山推測這名景教醫師「在蜀地不應是孤立的存在，應是一個景教團體的成員」，且「成都地區原來存在的景教，在會昌法難之後很可能流向南詔。」段玉明亦引徐嘉瑞所言「此為大秦教徒由四川入雲南也」。

### 重慶磁器口十字

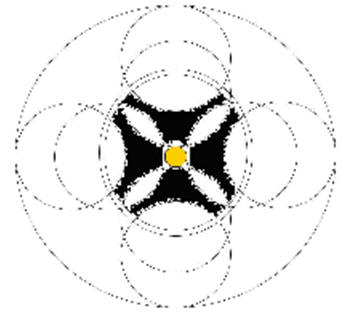
公元九世紀的敘利亞十字架，戴爾·艾伯特·約翰遜發現於重慶磁器口古鎭。

2011年，來自美國的敘利亞東方正統教會神父戴爾·艾伯特·約翰遜（Dale Albert Johnson）在重慶磁器口古鎭發現多個古敘利亞式樣的十字架石刻，包括一個朝聖者十字架，年代鑑定為公元9世紀。朝聖者十字架鐫刻在石頭上，發現於磁器口古鎭的一條街道，形制單調，符合朝聖者隨手所刻的簡易十字架造型。出自同條街道的另一枚十字架，形制與來自敘利亞阿勒坡（6世紀）、土耳其圖爾阿布丁（8–9世紀）、伊朗（？世紀）以及新疆（14世紀）的十字架完全吻合。該十架被包圍在圓環內，四臂自中心向外逐漸變寬，臂端各有兩點與圓環內拱相接觸，類似八尖十字形式。其餘十字架刻在一塊圓形花崗岩底座上，周圍飾有波斯式心形菩提葉，發現於磁器口小街古董店前。約翰遜認為心形菩提葉十字架源自印度聖多馬基督徒的波斯十字架。

### 梓州李氏波斯家族
前蜀時代有李姓波斯家族居於梓州（今三台縣境內）。李氏三兄妹李珣、李玹、李舜弦工詩詞，在藥材醫學方面也很有造詣。李舜弦是前蜀皇帝王衍的昭儀。這個家族的宗教信仰有三種說法：景教、祆教或者道教。李舜弦的一闋詞中有描述一種祆神維施帕卡使用的武器。黎國韜認為李氏兄妹信奉祆教，並因此影響王衍奉教。羅香林則認為李氏家族信奉景教，因為大多數景教教士在藥材醫學方面造詣很高，他們通常一邊傳教一邊行醫。不過李珣也留有兩闋《女冠子》描繪女道士的節操，並在《海藥本草》中記述了很多和道教煉丹術（類似西方鍊金術）有關的藥材。陳明在學術論文中稱他更傾向於羅香林的觀點，認為李氏兄妹很可能是受了道教影響的景教徒。張緒山也認為李珣應是精通醫術的景教醫生。

### 來源
- 曹, 學佺. . 1778 （中文（繁體））.
- 吳, 曾. . 1843 （中文（繁體））.
- 吳, 昶興. . 基督教學術叢書/論著系列 11. 新北: 台灣基督教文藝出版社. 2015. ISBN 978-986-61-3129-5 （中文（繁體））.
- 黃, 彼得. . 香港: 金燈臺出版社. 2006. ISBN 9789627597469 （中文（繁體））.
- 張, 緒山. . 《清華大學學報（哲學社會科學版）》. 2024, (1)  [2024-10-06]. （原始内容存档于2024-11-27） （中文（简体））.
- 段, 玉明.  (PDF). 《雲南民族學院學報（哲學社會科學版）》. 1993: pp. 58–63 （中文（简体））.
- . 《橄欖》 (41) (廣漢). 1934-04-19  [2024-10-06]. （原始内容存档于2024-12-03） （中文（繁體））.
- 榎, 一雄.  (PDF). 《東洋學報》. 1947, 31 (2): pp. 247–261  [2024-10-12]. （原始内容存档 (PDF)于2024-11-27） （日语）.
- Baumer, Christoph.  New Edition. London: I. B. Tauris. 2016. ISBN 978-1-78453-683-1 （英语）.
- Chen, Ming. . Asian Medicine. 2007, 3 (2): pp. 241–264. doi:10.1163/157342008X307866  （英语）.
- Donnithorne, V. H.  (PDF). Journal of the West China Border Research Society. 1933–1934, VI: pp. 208–244 （英语）.
- Drake, F. S. . Monumenta Serica. 1937, 2 (2): pp. 293–340. JSTOR 40702954 （英语）.
- Graham, David Crockett.  (PDF). Smithsonian Miscellaneous Collections (vol. 142, No. 2). Washington, D.C.: Smithsonian Institution. 1961 （英语）.
- Li, Tang; Winkler, Dietmar W. (编). . "orientalia – patristica – oecumenica" series (vol. 9). Münster: LIT Verlag. 2016. ISBN 9783643907547 （英语）.
- Li, Wei. . Religions (Basel: MDPI). 2023, 14 (7). doi:10.3390/rel14070880  （英语）.